# Landesmusikrat Thüringen
Der Landesmusikrat Thüringen e. V. ist der für den Freistaat Thüringen zuständige Landesmusikrat (abgekürzt LMR). Als Dachverband vertritt er die Interessen von über 50 Musikverbänden, Institutionen und Einzelmitglieder des Musiklebens in Thüringen. Die Geschäftsstelle befindet sich in der Hummelstraße 4 in Weimar.

## Organe
Organe des Landesmusikrats sind die Mitgliederversammlung und das Präsidium. Die Arbeit wird im Generalsekretariat und in der Thüringer Landesmusikakademie Sondershausen umgesetzt. Zur Mitgliederversammlung als dem obersten beschließenden Organ gehören die Verbände und Institutionen, die Einzelmitglieder und die Ehrenmitglieder. Die Mitglieder sind in verschiedenen Ausschüssen organisiert: den Landesausschüssen Amateurmusik, Musikalische Bildung und Neue Musik.
Zum Präsidium, welches von der Mitgliederversammlung gewählt wird, gehören der Präsident, zwei Vizepräsidenten sowie sieben weitere Mitglieder. Die Geschäftsführung besteht aus dem Generalsekretär und dem Geschäftsführer.
Der Landesmusikrat Thüringen ist Mitglied im Deutschen Musikrat und im Kulturrat Thüringen.

## Aufgaben und Projekte
Zu den Aufgaben des Landesmusikrats Thüringen gehört u. a. die Organisation der Regional- und des Landeswettbewerbs Jugend musiziert in Thüringen sowie weiterer Wettbewerbe. Der Landesmusikrat ist Träger und Betreiber der Thüringer Landesmusikakademie Sondershausen.

## Ehrungen
An verdiente Persönlichkeiten des Musiklebens Thüringens sowie an Personen, die langjährig im LMR tätig waren, vergibt er die Ehrennadel des Landesmusikrates Thüringen. Zu den bekannten Preisträgern gehören Felix Friedrich, Gert Frischmuth, Klaus Hähnel, Gunter Kahlert, Wolfgang Müller, Claus Oefner, Monika Rost, Marianne Steffen-Wittek und Ingeborg Stein. 
Am 9. September 2021 wurde der langjährige Präsident Eckart Lange zum Ehrenpräsidenten des LMR ernannt.